# Jessica Smith (Shorttrackerin)
Jessica Lynn Smith (* 14. Oktober 1983 in Dearborn) ist eine US-amerikanische Shorttrackerin und ehemalige Inline-Speedskaterin.
Sie stand schon im Alter von nur zwei Jahren erstmals auf Inlinern. Mit 15 Jahren wurde sie in die Nationalmannschaft aufgenommen. Sie gewann zwischen 1998 und 2007 insgesamt zwölf Titel bei Weltmeisterschaften, 13 Titel bei Junioren-Weltmeisterschaften und eine Goldmedaille bei den Panamerikanischen Spielen 2007 in Rio de Janeiro. Im Jahr 2008 wurde Smith dann ins Wheels-to-Ice-Programm des US-amerikanischen Verbands aufgenommen, um sich im Shorttrack ihren Traum einer Olympiateilnahme zu erfüllen.
Smith debütierte im Februar 2009 im Weltcup und erreichte mit der Staffel gleich einen dritten Rang. Sie nahm an der Weltmeisterschaft 2009 in Wien teil und erreichte im Mehrkampf Rang 15 und mit der Staffel Rang vier. Bei der Teamweltmeisterschaft in Heerenveen gewann sie Bronze. In der folgenden Saison 2009/10 erreichte sie über 1000 m schließlich ihren ersten Podestplatz im Einzel. Sie konnte sich teamintern nicht für die Olympischen Spiele 2010 in Vancouver qualifizieren. In der Saison 2010/11 gewann sie mit der Staffel erstmals ein Weltcuprennen. Bei der Teamweltmeisterschaft in Warschau konnte sie erneut Bronze gewinnen. In der Saison 2011/12 erreichte Smith beim ersten Weltcuprennen in Salt Lake City erstmals über 500 m einen Podestplatz. Weitere Podestplätze errang sie über 500 m und mit der Staffel in Shanghai. In Moskau verpasste sie über 1500 m als Vierte eine weitere Podiumsplatzierung hingegen knapp. Bei der Weltmeisterschaft in Shanghai konnte Smith über 1000 m und 1500 m jeweils das Halbfinale erreichen. Ihren größten Erfolg feierte sie jedoch mit der Staffel, mit der sie die Silbermedaille gewinnen konnte. Sie wurde bei den  Olympischen Winterspielen in Sotschi über 1000 m Vierte und über 1500 m Siebte. Bei der WM 2014 in Montreal konnte sie im Superfinale über 3000 m eine Silbermedaille gewinnen.